# 田中大二郎
田中 大二郎（たなか だいじろう、1988年4月29日 - ）は、神奈川県小田原市出身の元プロ野球選手（内野手）。

## 来歴・人物

### プロ入り前
富士見小1年から「小田原ベアーズ」で野球を始める。中学校は高知県の明徳義塾中学校へ野球留学し、3年時に小田原市立酒匂中学校へ転校。東海大相模高校では1年春からベンチ入りし、夏からは4番。2年春の第77回選抜高等学校野球大会では2試合連続弾（うち1本は木下達生から）。3年夏の全国高等学校野球選手権神奈川大会では3本塁打するも決勝で敗退。一塁手として活躍、高校通算44本塁打。2006年の高校生ドラフトで巨人が3巡目指名。11月1日、契約金5000万円、年俸600万円で合意し仮契約（金額は推定）。プロ入団を機に強肩を生かす為、一塁手から外野手へ転向した。

### プロ入り後
2007年、3月18日に高卒ルーキーとしては2003年の長田昌浩以来、坂本勇人と共に1軍のオープン戦に右翼手として途中出場（結果は三塁ファウルフライ）。イースタン・リーグでは優先的に出場機会を与えられ、3月24日の開幕戦で高崎健太郎から初打席初安打を放った。チーム最多の88試合に出場、312打数71安打、打率.228、10本塁打、44打点、長打率.413はチーム最多の成績でビッグホープ賞を受賞した。守備面では、9月17日の対ヤクルト14回戦で1試合3補殺のリーグタイ記録をマーク。最終的にはリーグ最多となるシーズン13補殺を記録し、強肩ぶりを発揮。守備範囲も広く、刺殺数も160と外野手で2位を記録したが、打球判断は未熟なところがあり、8失策は外野手としてリーグ最多だった。
2008年も2軍のレギュラーとして活躍。三振も減り打撃に確実性が増した。四球は少なかったが、20死球はリーグ断トツだった。最終的に85試合に出場、打率.266 本塁打11 打点47の好成績で、中井大介と共に2軍の打線の中軸として活躍。6月4日には初の1軍昇格、6月6日に代打として初出場を果たしたが清水直行の前に三振に倒れ、翌日に2軍降格。
2009年、2軍では97試合に出場。打率.261 本塁打11 打点60の成績を残す。
8月4日に腰痛の李承燁と入れ替わりで1軍昇格。当日の広島戦に8番一塁手として初スタメン出場し、第4打席に横山竜士からプロ初安打を記録した。
2010年、2軍では107試合に出場。リーグ17位の打率.273 本塁打8 打点46の成績を残すものの、一軍出場無しに終わった。
小笠原道大を習うようにしており、小笠原の自主トレには帯同している。
2012年、11月4日に球団から戦力外通告を受けた。

### 引退後
同16日に引退の意向を球団に伝え、今後は球団職員として、巨人軍の少年野球スクール「ジャイアンツアカデミー」の普及に携わることになった。
2014年度より、産業能率大学情報マネジメント学部現代マネジメント学科通信教育課程在学中。
2018年限りでジャイアンツアカデミーのコーチを退任し2019年からスコアラー就任。

## 選手としての特徴
遠投105メートルの強肩。高校時代は「圧倒的なパフォーマンス」と評される堅いファースト守備で注目された。特に素早いバント処理や守備範囲の広さ、柔らかいハンドリングが高く評価されていた。50メートル6.4秒。本塁から一塁までの走力タイム6.3秒。打撃面では長打力に定評はあったものの、ボールへのコンタクト力に課題があった。

## 詳細情報

### 年度別打撃成績
| 年 度     | 球 団     | 試 合 | 打 席 | 打 数 | 得 点 | 安 打 | 二 塁 打 | 三 塁 打 | 本 塁 打 | 塁 打 | 打 点 | 盗 塁 | 盗 塁 死 | 犠 打 | 犠 飛 | 四 球 | 敬 遠 | 死 球 | 三 振 | 併 殺 打 | 打 率 | 出 塁 率 | 長 打 率 | O P S |
| --------- | --------- | ----- | ----- | ----- | ----- | ----- | -------- | -------- | -------- | ----- | ----- | ----- | -------- | ----- | ----- | ----- | ----- | ----- | ----- | -------- | ----- | -------- | -------- | ----- |
| 2008      | 巨人      | 1     | 1     | 1     | 0     | 0     | 0        | 0        | 0        | 0     | 0     | 0     | 0        | 0     | 0     | 0     | 0     | 0     | 1     | 0        | .000  | .000     | .000     | .000  |
| 2009      | 巨人      | 5     | 14    | 12    | 0     | 1     | 0        | 0        | 0        | 1     | 0     | 0     | 0        | 0     | 0     | 1     | 1     | 1     | 1     | 0        | .083  | .214     | .083     | .298  |
| 2011      | 巨人      | 25    | 47    | 39    | 0     | 6     | 3        | 0        | 0        | 9     | 1     | 0     | 0        | 2     | 0     | 2     | 1     | 4     | 6     | 0        | .154  | .267     | .231     | .498  |
| 通算：3年 | 通算：3年 | 31    | 62    | 52    | 0     | 7     | 3        | 0        | 0        | 10    | 1     | 0     | 0        | 2     | 0     | 3     | 2     | 5     | 8     | 0        | .135  | .250     | .192     | .442  |

### 年度別守備成績
| 年 度 | 球 団 | 一塁  | 一塁  | 一塁  | 一塁  | 一塁  | 一塁     |
| 年 度 | 球 団 | 試 合 | 刺 殺 | 補 殺 | 失 策 | 併 殺 | 守 備 率 |
| ----- | ----- | ----- | ----- | ----- | ----- | ----- | -------- |
| 2009  | 巨人  | 5     | 32    | 4     | 2     | 2     | .947     |
| 2011  | 巨人  | 10    | 69    | 3     | 0     | 8     | 1.000    |
| 通算  | 通算  | 15    | 101   | 7     | 2     | 10    | .982     |

### 記録
- 初出場：2008年6月6日、対千葉ロッテマリーンズ3回戦（東京ドーム）、3回裏に野間口貴彦の代打で出場
- 初打席：同上、3回裏に清水直行から空振り三振
- 初先発出場：2009年8月4日、対広島東洋カープ13回戦（旭川スタルヒン球場）、8番・一塁手で先発出場
- 初安打：同上、10回裏に横山竜士から遊撃内野安打
- 初打点：2011年5月18日、対東北楽天ゴールデンイーグルス2回戦（日本製紙クリネックススタジアム宮城）、2回表に永井怜から左前適時打

### 背番号
- 66 （2007年 - 2012年）